# Henry Dearborn
Henry Dearborn (23 de febrero de 1751 - 6 de junio de 1829) fue un médico, estadista, militar y político estadounidense. Nació en North Hampton, Nuevo Hampshire, residencia de sus padres, Simon Dearborn y Sarah Marston. Pasó la mayor parte de su juventud en Epping donde asistió a escuelas públicas estudiando medicina y abriendo un consultorio en 1772.
En el marco de la Guerra de Independencia de los Estados Unidos, fue el comandante de una milicia local formada por 60 hombres provenientes de Boston con quienes participó en la batalla de Bunker Hill. A continuación se ofreció como voluntario para participar en la expedición estadounidense a Quebec de 1775. Su diario da testimonio de los pormenores de la campaña. Fue capturado el 31 de diciembre de 1775 durante la batalla de Quebec y encarcelado durante un año. Le fue concedida la libertad condicional en mayo de 1776 pero no fue liberado hasta marzo de 1777.
Después de continuar luchando en lugares como Ticonderoga, Freeman's Farm o Saratoga, Dearborn se unió al ejército del general George Washington en Valley Forge como teniente coronel, donde pasó el invierno de 1777 a 1778. Durante 1778 luchó en la batalla de Monmouth y en 1779 acompañó al general John Sullivan en su campaña contra la Confederación Iroquesa en el Estado de Nueva York. Durante el invierno de 1778 y 1779 estuvo acampado junto a sus milicias en el actual Putnam Memorial State Park of Redding,  Connecticut. Dearborn volvió junto a Washington en 1781 como intendente y el rango de coronel, estando presente en la rendición de Lord Cornwallis en la batalla de Yorktown, victoria decisiva que supuso la derrota británica frente a los revolucionarios estadounidenses.
En junio de 1783 recibió su licencia del ejército y se estableció en Gardiner, Maine, entonces parte de Massachusetts, en donde fue nombrado general de brigada en 1787 y general de división en 1789, siendo nombrado el primer congresista por el Distrito de Maine y representante del Partido Demócrata-Republicano en el tercer y cuarto congreso (1793-1797). En 1801, el presidente Thomas Jefferson lo nombre Secretario de Guerra, cargo que desempeñó durante 8 años, hasta el 7 de marzo de 1809. Durante su mandato ayudó a planear la eliminación de los indios más allá del Río Misisipi.
En 1812 fue nombrado general del ejército de los Estados Unidos, con el mando del sector noroeste entre el río Niágara y Nueva Inglaterra. Durante la guerra de 1812, Dearborn preparó planes para llevar a cabo una serie de ataques simultáneos en Montreal, Kingston, Niagara Fort, y Amherstburg; su ejecución fue muy imperfecta, lo que no le permitió defender Detroit,  que fue rendida por William Hull ante el general británico Isaac Brock sin haber pegado un tiro. Su breve mandato no fue en su mayor parte satisfactorio, a pesar de algunas buenas acciones como la captura de Fort George y York (actual Toronto). El 6 de julio de 1813 fue reasignado a un puesto administrativo en Nueva York. Henry Dearborn se retiró del ejército el 15 de junio de 1815 con honores.
Fue nominado para un nuevo mandato al frente de la Secretaría de la Guerra, pero el Senado rechazo la nominación. Más tarde fue nombrado Ministro Plenipotenciario ante Portugal por el presidente James Monroe y sirvió del 7 de mayo de 1822 al 30 de junio de 1824, cuando por petición propia fue retirado del cargo.
Se retiró a su casa en Roxbury, Massachusetts, donde murió 5 años después. Fue enterrado en el cementerio de Forest Hills, a las afueras de Jamaica Plain de Boston. Dearborn se casó en tres ocasiones.